# Conradtina
Conradtina este un gen de muște din familia Tephritidae.

Cladograma conform Catalogue of Life:
| Conradtina | \| \| Conradtina acroleuca \| \| \| \| \| \| Conradtina longicornis \| \| \| \| \| \| Conradtina suspensa \| \| \| \| |
|            | \| \| Conradtina acroleuca \| \| \| \| \| \| Conradtina longicornis \| \| \| \| \| \| Conradtina suspensa \| \| \| \| |
|            | Conradtina acroleuca                                                                                                  |
|            | |
|            | Conradtina longicornis                                                                                                |
|            | |
|            | Conradtina suspensa                                                                                                   |
|            | |